# 애설울프
애설울프(영어: Æthelwulf)는 839년부터 858년까지 웨식스의 왕이었다. 애설울프의 아버지인 에그버트는 825년 엘렌둔 전투에서 베언울프가 이끄는 머시아 왕국을 패배시켜 험버강 남쪽의 앵글로색슨 잉글랜드에 있었던 머시아 패권을 종식했다. 에그버트는 아들인 애설울프를 군대와 함께 켄트로 보냈고, 그곳에서 애설울프는 머시아의 부왕으로 임명되었다. 839년 애설울프가 아버지 에그버트의 뒤를 이어 웨식스의 왕이 되었을 때, 애설울프는 웨식스 왕국 최초로 부자승계를 한 왕이 되었다.
애설울프의 통치 동안 바이킹은 웨식스 왕국에 위협이 되지 않았다. 843년 서머싯주의 카램턴에서 바이킹에 패배한 애설울프는 851년 아클레아 전투에서 바이킹을 상대로 승리를 거두었다. 853년 애설울프는 웨일스에서 머시아의 지위를 회복하기 위해 머시아군의 원정에 동참했고, 같은 해 애설울프의 딸 애설스위스는 머시아의 왕 부르그레드와 결혼했다. 855년 애설울프는 로마로 순례를 떠났고, 이에 앞서 형식상 자신의 신하들에게 봉토 10개를 분배했다. 애설울프는 자신의 장남인애설볼드에게 자신이 부재해 있는 동안 웨식스의 왕이 될 것을 명령했고, 차남인 애설벌트에게는 켄트와 웨식스 왕국 동남부를 다스릴 것을 명령했다. 애설울프는 1년간 로마에 있었고, 잉글랜드로 돌아오던 중 서프랑크 왕국의 왕 카롤루스 2세 칼부스의 딸 플랑드르의 주디스와 결혼했다. 애설울프가 잉글랜드로 돌아왔을때 애설볼드는 웨식스의 왕좌를 애설울프에게 돌려주기를 거부했고, 애설울프는 이에 따라 웨식스 왕국을 3개로 분할해 왕국 동부는 자신이 다스리고 서부는 애설볼드에게 주었다. 858년 애설울프가 죽었을 때 애설울프는 웨식스 왕국을 애설볼드에게 주고 켄트를 애설벌트에게 물려주었지만 860년 애설볼드의 죽음으로 웨식스 왕국은 다시 하나로 통합되었다. 
20세기 역사학자들은 애설울프에 대해 좋게 평가하지 않았다. 그는 지나치게 경건하고 비현실적으로 보였고, 그의 순례는 그의 임무에서 벗어나는 것으로 여겨졌다. 그러나 21세기에 들어 역사학자들의 평가는 달라졌다. 애설울프는 왕조의 권력을 공고히 하고 확장시켰으며 유럽 대륙과의 관계를 여전히 중시했고 바이킹의 공격에 동시대의 대부분의 왕들보다 더 효과적으로 대처한 왕으로 인식되었다. 21세기 현재 애설울프는 웨식스 왕들 중 성공한 왕 중 한 명으로 인식되고 있으며, 자신의 막내아들인 알프레드 대왕의 업적에 토대를 이룩한 왕으로 평가받는다. 

## 참고

### 내용주
1. ↑  에그버트의 죽음과 애설울프의 승계는 역사학자들이 839년으로 지정했다. 수전 E. 켈리에 따르면 "838년 말 애설울프의 승계가 이루어졌다고 주장할만한 근거가 있지만"[2] 조안나 스토리는 웨식스의 통치기록을보면 에그버트의 통치 기간이 37년 7개월로 나와 있고 에그버트가 802년에 왕위를 물려받았기 때문에 839년 7월 이전에는 사망하지 않았을 것으로 주장했다.[3]